# تونیو ژیل
تونیو ژیل (پرتغالی: Tonho Gil؛ زادهٔ ۱۸ اوت ۱۹۵۷) بازیکن سابق و مربی فوتبال اهل برزیل است.
از باشگاه‌هایی که در آن بازی کرده‌است می‌توان به باشگاه فوتبال فیگیرنسه، باشگاه ورزشی اینترناسیونال، باشگاه ورزشی ژوونتود، باشگاه فوتبال گرمیو، و باشگاه فوتبال سان خوزه اشاره کرد.
وی همچنین در تیم ملی فوتبال زیر ۲۳ سال برزیل بازی کرده‌است.
وی در مسابقات کشوری و بین‌المللی در مجموع برندهٔ ۱ مدال نقره شده‌است.